# Список умерших в 1391 году

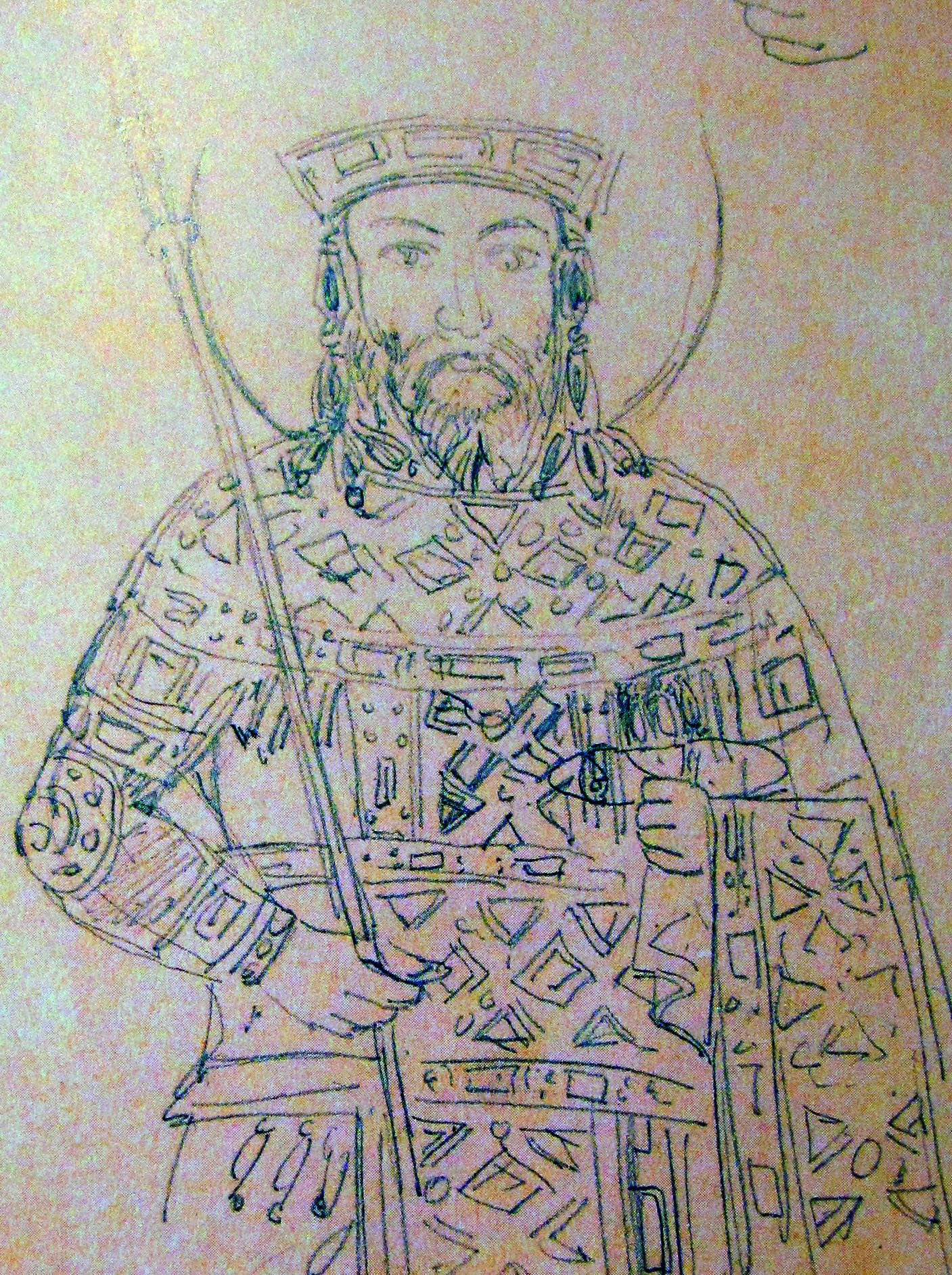
Иоанн V Палеолог

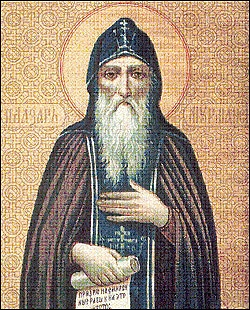
Лазарь Муромский

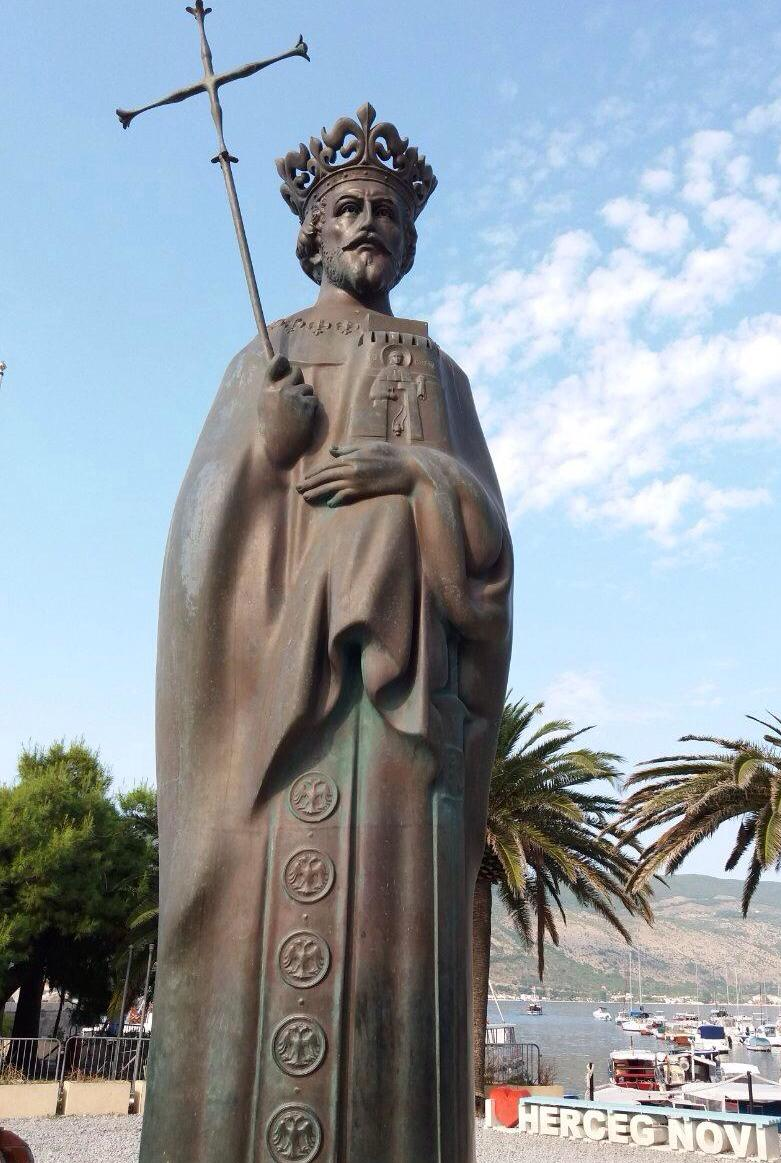
Твртко I

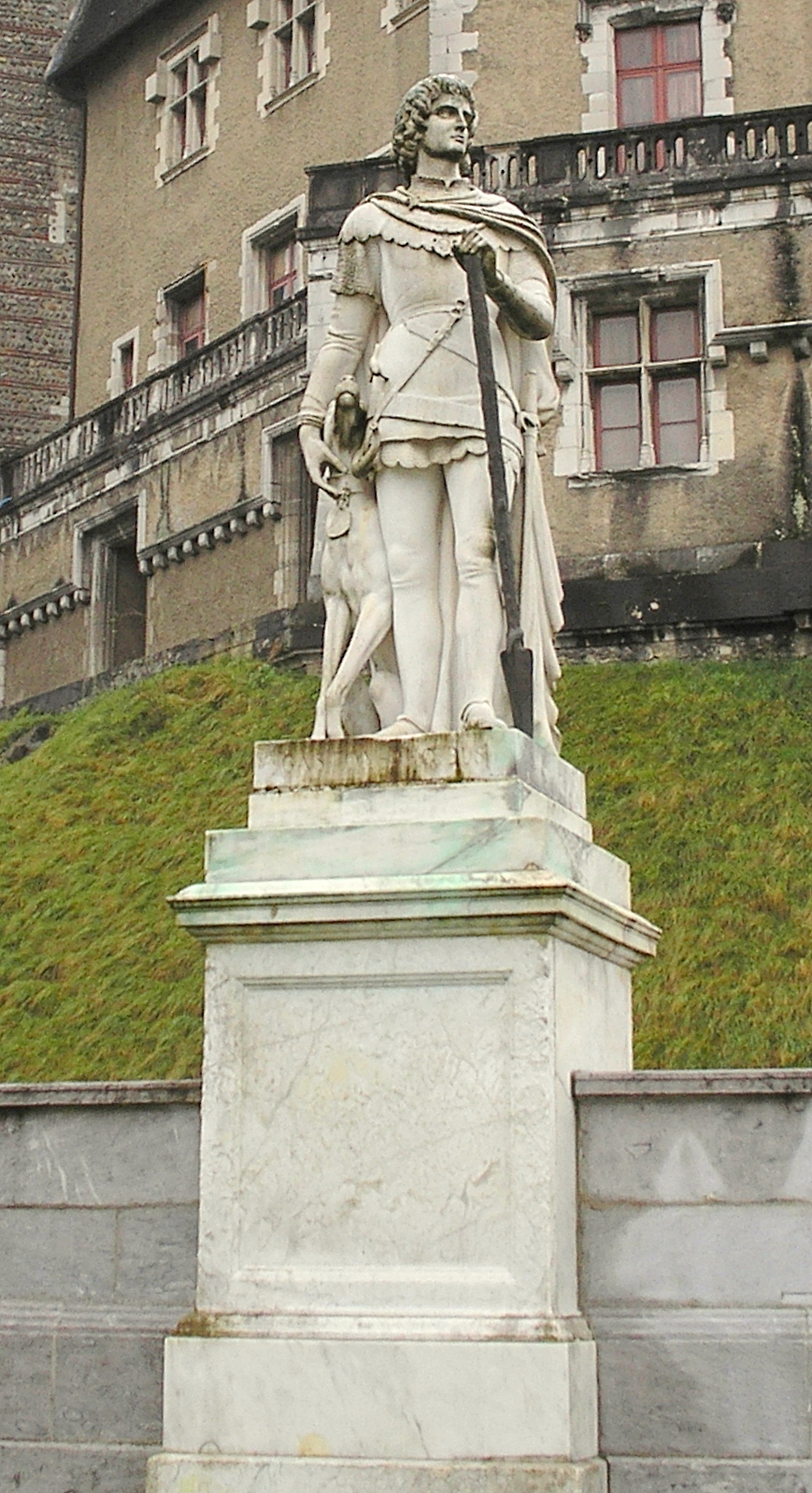
Гастон III де Фуа

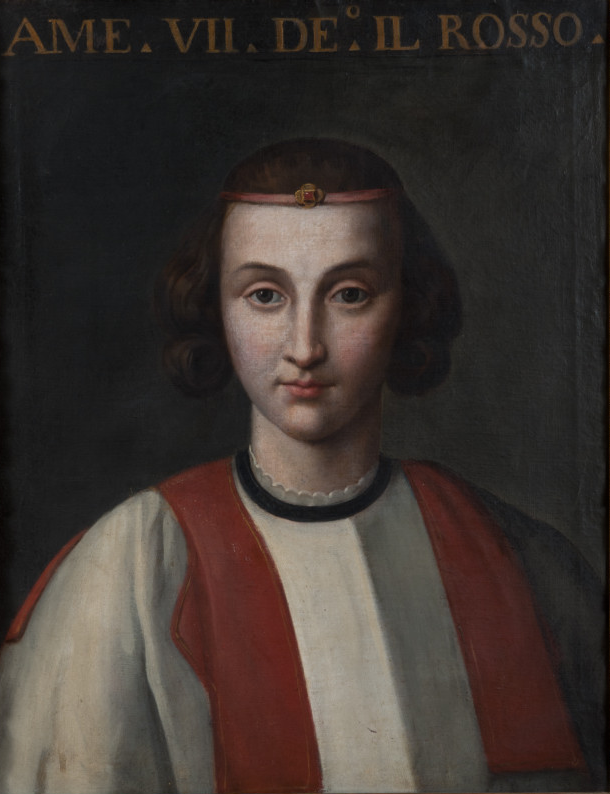
Амадей VII

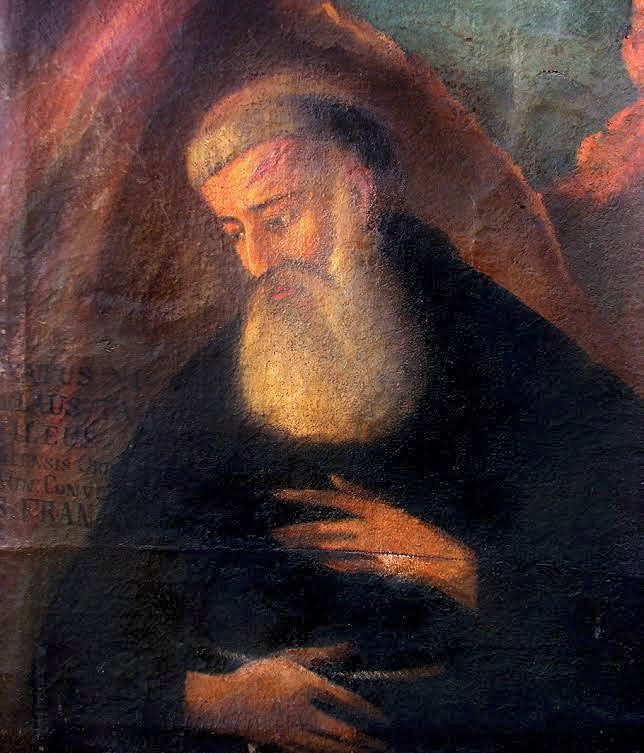
Николай Тавелич

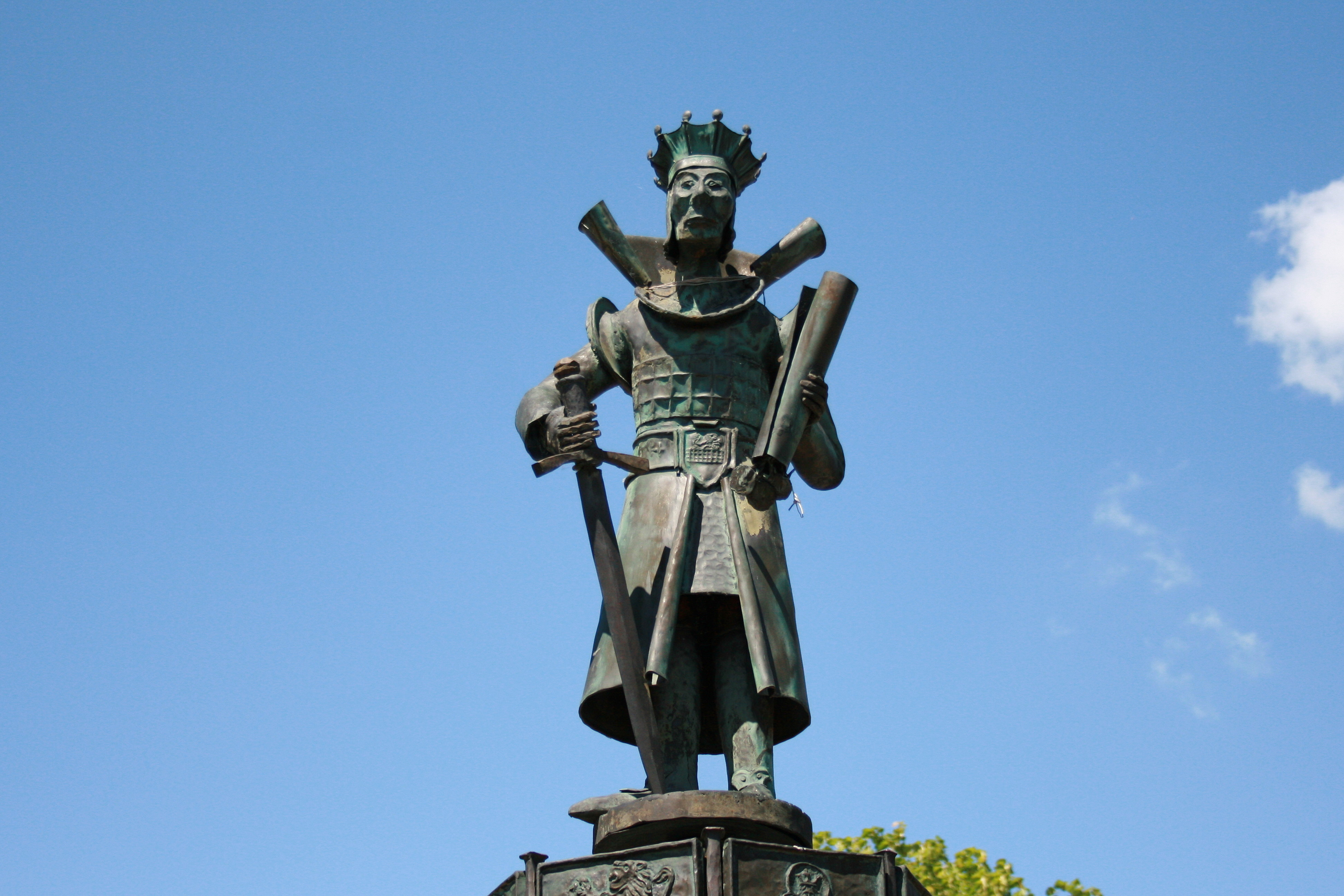
Энгельберт III

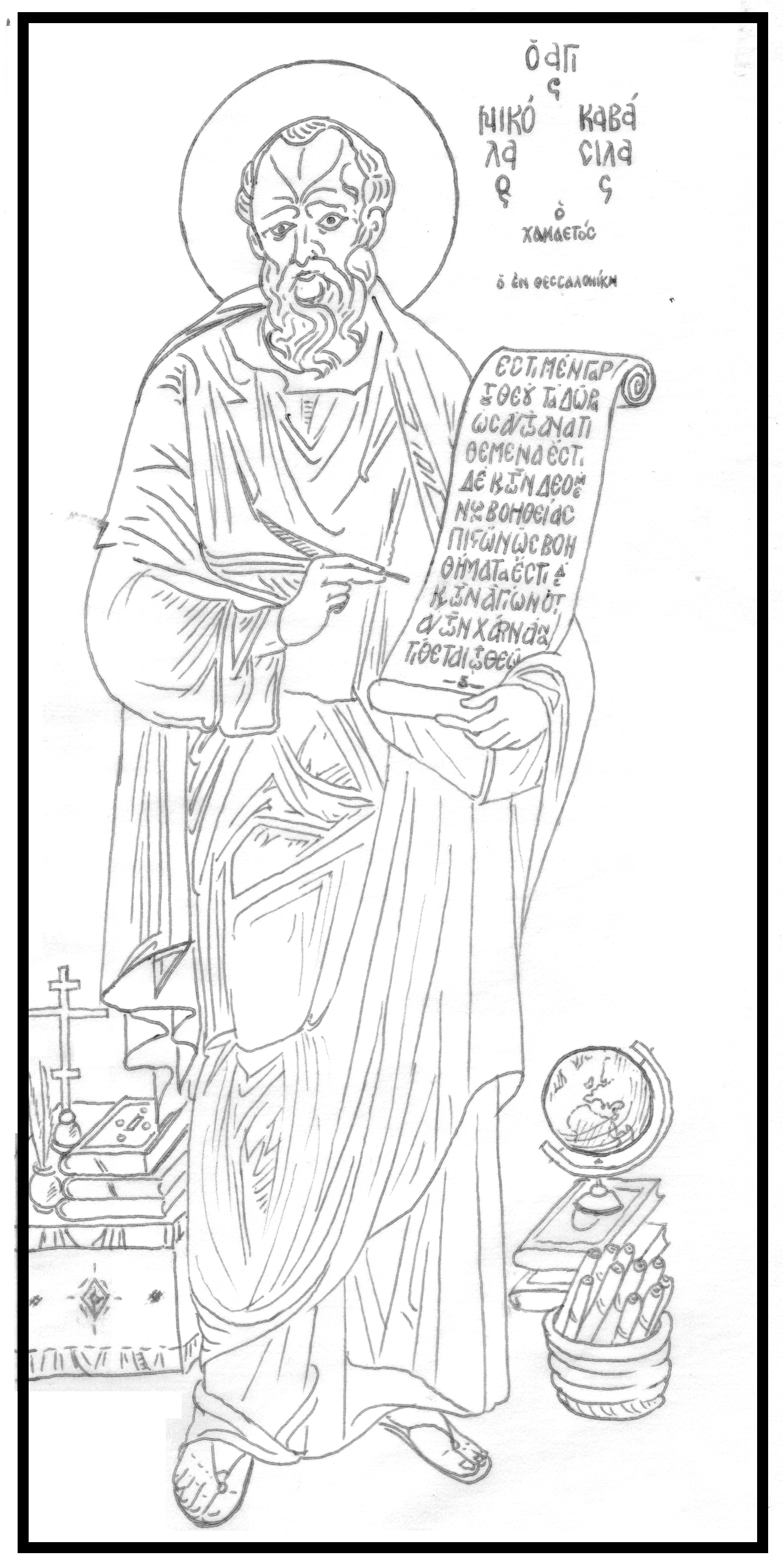
Николай Кавасила

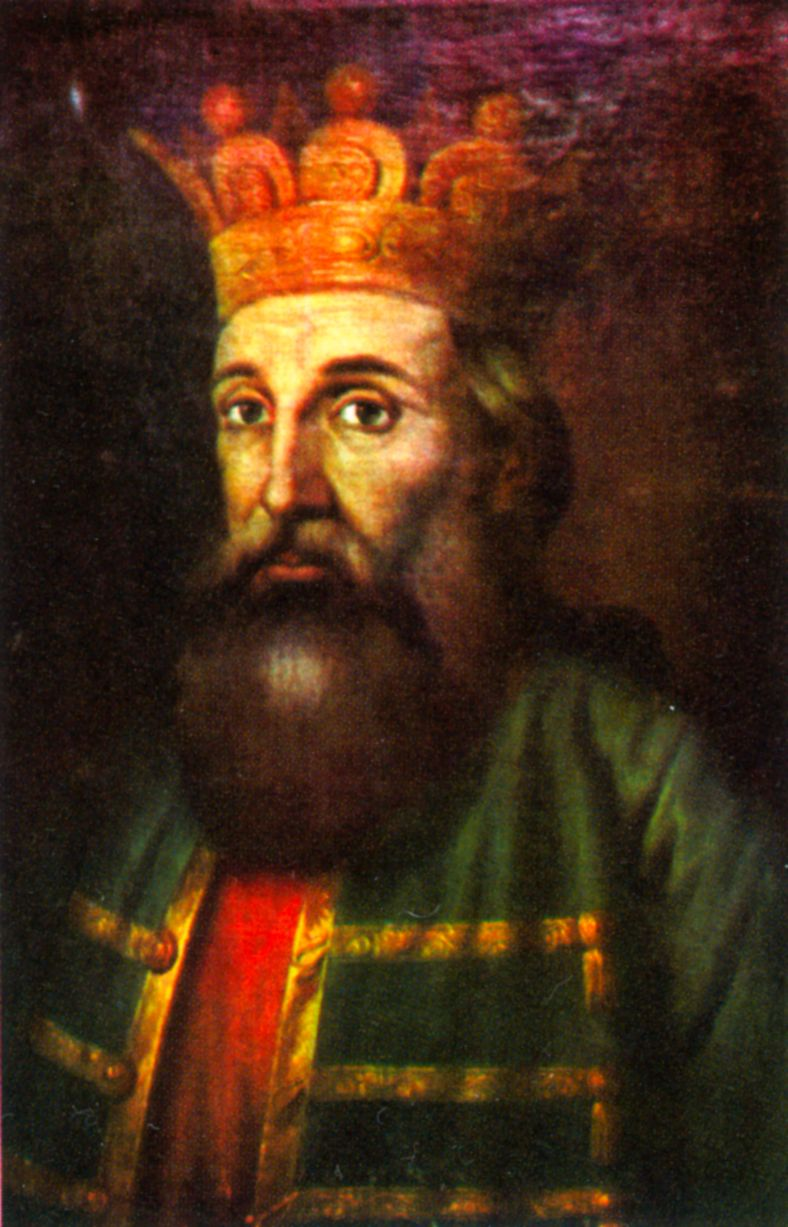
Пётр I Мушат

В этой статье представлен список известных людей, умерших в 1391 году.
См. также: Категория:Умершие в 1391 году

## Январь
- 16 января — Мухаммад V аль-Гани (53) — эмир Гранады из династии Насридов (1354—1359, 1362—1391).

## Февраль
- 7 февраля — Аньезе Висконти — дочь правителя  Милана Бернабо из рода Висконти, супруга народного капитана Мантуи Франческо I из рода Гонзага; казнена за супружескую измену.
- 12 февраля — Томас II де Умфравиль — английский землевладелец, рыцарь, политик и дипломат, член парламента Англии от Нортумберленда в 1388 и 1390 годах
- 16 февраля — Иоанн V Палеолог (58) — Византийский император (1341—1376, 1379—1390, 1390—1391).

## Март
- 8 марта — Лазарь Муромский  — основатель Муромского Свято-Успенского монастыря на восточном берегу Онежского озера, почитается Русской Церковью в лике преподобных.
- 14 марта — Твртко I (52) — боснийский бан из династии Котроманичей (1353—1366, 1367—1377), первый король Боснии (1377—1391), король Далмации и Хорватии (1390—1391).

## Июль
- 15 июля — Людовик III де Блуа-Шатильон — граф Дюнуа (1381—1391), сеньор де Роморантен. Последний представитель рода Блуа-Шатильон.
- 22 июля — Николас де Одли — английский аристократ и крупный землевладелец, 3-й барон Одли (1386—1391), участник Столетней войны.
- 25 июля — Жан III д’Арманьяк — граф де Комменж (по праву жены) (1378—1391), граф д’Арманьяк, де Фезансак и де Родез (1384—1391), французский военачальник; погиб в бою.
- 31 июля — Генри ле Скруп — английский аристократ, первый барон Скруп из Месема (1350—1391), военачальник и дипломат. Участвовал в Столетней войне.

## Август
- 1 августа — Гастон III де Фуа (60) — граф де Фуа, виконт де Беарн (Гастон X), де Марсан и де Габардан, князь-соправитель Андорры (1343—1391), гасконский военачальник во время Столетней войны.
- 7 августа — Окко I том Брок — восточнофризский хофтлинг (вождь) Брокмерланда и Аурихерланда (1376—1391)
- 10 августа — Уильям де Ботро (53) — английский аристократ, первый барон Ботро (1368—1391).
- 20 августа — Уильям де Альдебург — английский аристократ, последний, 2-й барон Альдебург (1387—1391).

## Сентябрь
- 23 сентября — Синый-ванху — первая жена корейского правителя Ли Сонге (Тхэджо), известного как основатель и первый ван Чосона

## Октябрь
- 1 октября — Гильом I — маркграф Намюра (1337—1391)
- 4 октября — Томас де Клиффорд — барон де Клиффорд, барон Уэстморленд, барон Скиптон (1389—1391), английский землевладелец и военачальник.

## Ноябрь
- 1 ноября — Амадей VII Красный (31) — граф Савойский (1383—1391).
- 2 ноября — Ан-Насир Мухаммед Салахуддин (53) — зайдитский имам Йемена (1372—1391).
- 12 ноября — Бертрандо Алидози — сеньор Имолы в качестве папского викария (1372—1391).
- 14 ноября — Николай Тавелич — святой Римско-Католической Церкви, монах из ордена францисканцев, мученик, первый хорватский святой, покровитель Хорватии.

## Декабрь
- 21 декабря — Энгельберт III (58) — граф фон дер Марк (1346—1391).

## Дата неизвестна или требует уточнения
- Исраэль Анкава — испанский раввин и моралист, живший в городе Толедо, сожжён на костре во время резни 1391 года.
- Ганс фон Ведель-Шифельбайн — войт-бейливик и судебный пристав Ноймарка.
- Дзоригту-хан  — великий хан Северной Юань (1388—1391)
- Куно фон Либенштайн — великий комтур Тевтонского ордена (1383—1387)
- Николай Кавасила — православный богослов и литургист, учёный-энциклопедист, философ, писатель и представитель византийской традиции исихазма.
- Пётр I Мушат — господарь Молдавского княжества (1375—1391), первый из правителей династии Мушатов (Мушатинов)
- Рудольф VII — маркграф Бадена (1372—1391)
- Сайф-и Сараи — кыпчакский поэт золотоордынской эпохи (возможно умер в 1396 году).
- Уильям Дуглас из Нитсдейла — лорд Нитсдейл, шотландский военачальник.
- Хусейн-бей Хамидид — последний правитель бейлика Хамидогуллары.